# Creolandreva cocottensis
Creolandreva cocottensis är en insektsart som beskrevs av Hugel 2009. Creolandreva cocottensis ingår i släktet Creolandreva och familjen syrsor. Inga underarter finns listade i Catalogue of Life.